# Jessamine County
Jessamine County ist ein County im Bundesstaat Kentucky der Vereinigten Staaten. Das U.S. Census Bureau hat bei der Volkszählung 2020 eine Einwohnerzahl von 52.991 ermittelt.
Der Verwaltungssitz (County Seat) ist Nicholasville, das nach George Nicholas benannt wurde, einem Generalstaatsanwalt.

## Geographie
Das County liegt nordöstlich des geographischen Zentrums von Kentucky und hat eine Fläche von 452 Quadratkilometern, wovon drei Quadratkilometer Wasserfläche sind. Es grenzt im Uhrzeigersinn an folgende Countys: Fayette County, Madison County, Garrard County, Mercer County und Woodford County.

## Geschichte
Jessamine County wurde am 19. Dezember 1798 aus Teilen des Fayette County gebildet. Benannt wurde es nach dem hier damals reichlich wachsenden Jasmin.
Insgesamt sind 73 Bauwerke und Stätten des Countys im National Register of Historic Places eingetragen (Stand 5. Oktober 2017).

## Demografische Daten

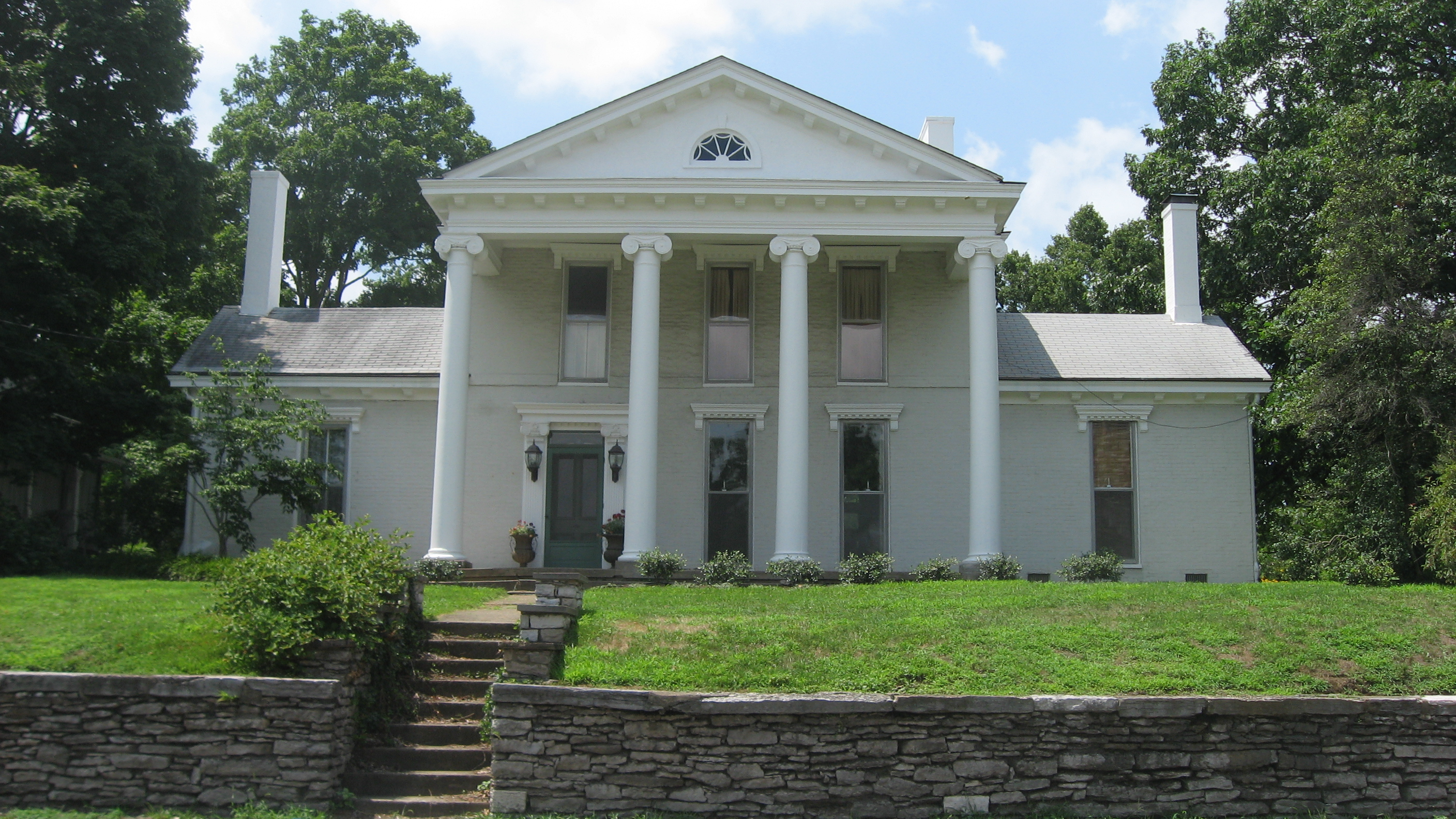
McConnell-Woodson-Philips House, gelistet im NRHP

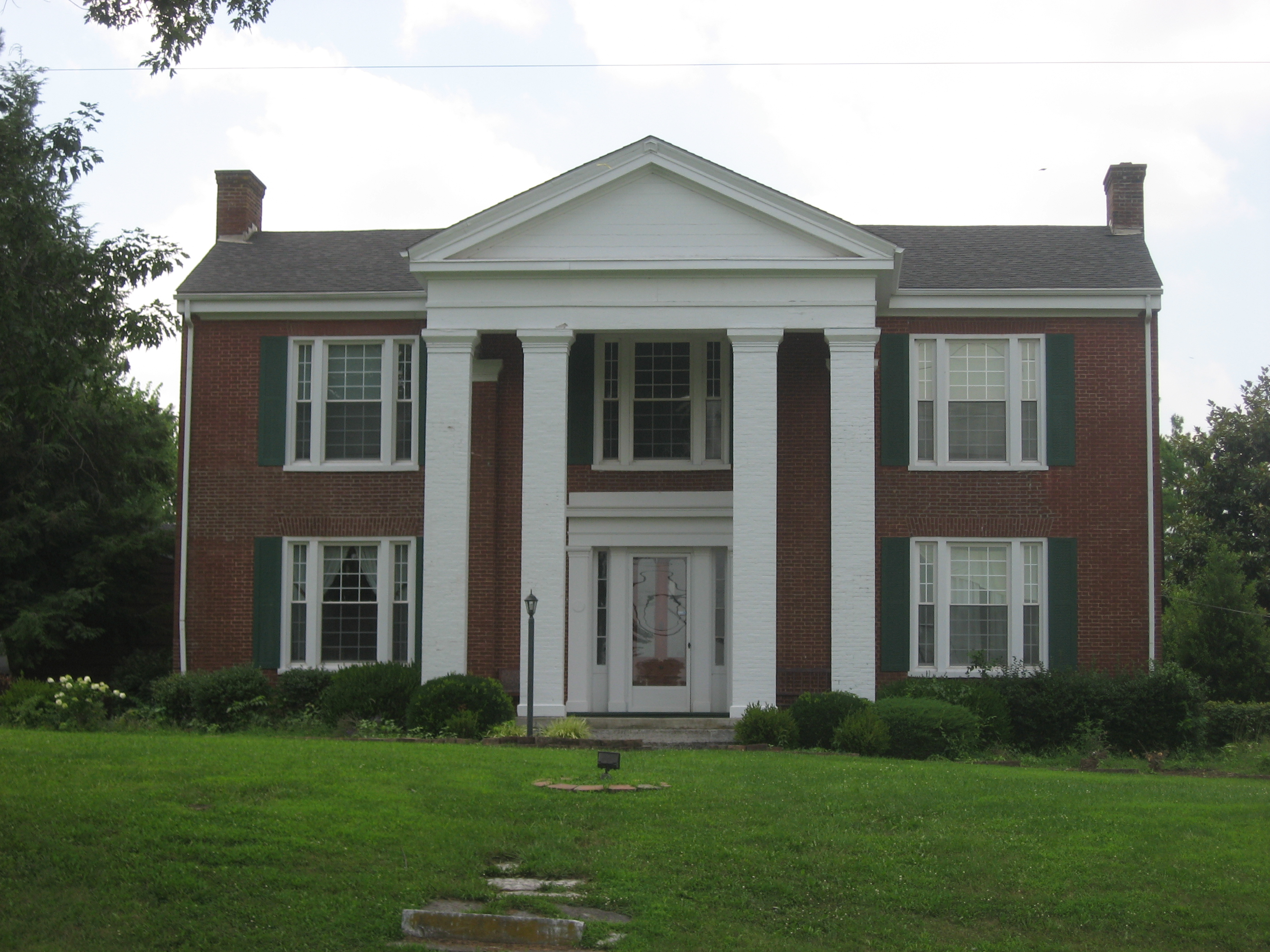
Butler’s Tavern nahe Nicholasville, gelistet im NRHP

Nach der Volkszählung im Jahr 2000 lebten im Jessamine County 39.041 Menschen in 13.867 Haushalten und 10.663 Familien. Die Bevölkerungsdichte betrug 87 Einwohner pro Quadratkilometer. Ethnisch betrachtet setzte sich die Bevölkerung zusammen aus 94,44 Prozent Weißen, 3,13 Prozent Afroamerikanern, 0,20 Prozent amerikanischen Ureinwohnern, 0,58 Prozent Asiaten, 0,03 Prozent Bewohnern aus dem pazifischen Inselraum und 0,47 Prozent aus anderen ethnischen Gruppen; 1,14 Prozent stammten von zwei oder mehr Ethnien ab. 1,31 Prozent der Bevölkerung waren spanischer oder lateinamerikanischer Abstammung.
Von den 13.867 Haushalten hatten 38,8 Prozent Kinder und Jugendliche unter 18 Jahre, die bei ihnen lebten. 61,9 Prozent waren verheiratete, zusammenlebende Paare, 11,1 Prozent waren allein erziehende Mütter, 23,1 Prozent waren keine Familien, 18,5 Prozent waren Singlehaushalte und in 6,5 Prozent lebten Menschen im Alter von 65 Jahren oder darüber. Die Durchschnittshaushaltsgröße betrug 2,69 und die durchschnittliche Familiengröße lag bei 3,05 Personen.
Auf das gesamte County bezogen setzte sich die Bevölkerung zusammen aus 26,4 Prozent Einwohnern unter 18 Jahren, 11,6 Prozent zwischen 18 und 24 Jahren, 31,1 Prozent zwischen 25 und 44 Jahren, 21,4 Prozent zwischen 45 und 64 Jahren und 9,5 Prozent waren 65 Jahre alt oder darüber. Das Durchschnittsalter betrug 33 Jahre. Auf 100 weibliche Personen kamen 96,6 männliche Personen. Auf 100 Frauen im Alter von 18 Jahren alt oder darüber kamen statistisch 92,8 Männer.
Das jährliche Durchschnittseinkommen eines Haushalts betrug 40.096 USD, das Durchschnittseinkommen der Familien betrug 46.152 USD. Männer hatten ein Durchschnittseinkommen von 32.340 USD, Frauen 23.771 USD. Das Prokopfeinkommen betrug 18.842 USD. 8,4 Prozent der Familien und 10,5 Prozent der Bevölkerung lebten unterhalb der Armutsgrenze. Davon waren 13,7 Prozent Kinder oder Jugendliche unter 18 Jahre und 9,9 Prozent waren Menschen über 65 Jahre.

## Orte im County
- Dixon Town
- Hall
- High Bridge
- Jessamine
- Keene
- Little Hickman
- Logana
- Mount Lebanon
- Nicholasville
- Pink
- Pollard
- Spears
- Troy
- Union Mills
- Vineyard
- Wilmore